# John Wyer
John Wyer (ur. 11 grudnia 1909 roku w Kidderminster, zm. w 1989 roku w Scottsdale) – brytyjski inżynier wyścigowy i menadżer zespołów wyścigowych.

## Kariera
Wyer przez lata kierował zespołem startującym w wyścigach długodystansowych, między innymi w 24-godzinnym wyścigu Le Mans oraz innych wyścigów zaliczanych do klasyfikacji Mistrzostw Świata Samochodów Sportowych. W 1949 roku został menadżerem zespołu Aston Martin, z którym zwyciężył w 24-godzinnym wyścigu Le Mans w 1959 roku. W latach 1957–1959 zespół był najlepszy także w wyścigu 1000 km Nürburgring.
W 1963 roku Wyer opuścił Aston Martin i przeniósł do Forda. Po zakończeniu działalności Forda w 1967 roku Wyer i John Willment utworzyli JW Automotive Engineering Ltd (JWA), który odniósł sukces w 24-godzinnym wyścigu Le Mans już w latach 1968–1969 zwyciężając w tym wyścigu.
We współpracy z Gulf Oil stworzono prototyp Mirage M-1, który w 1967 roku zwyciężył w wyścigu 1000 km Spa. Jednak po zmianie przepisów samochód ten nie mógł osiągnąć sukcesów w najwyższej klasie prototypów. Dlatego też powrócono do Forda GT40, który prócz zwycięstw w Le Mans, był najlepszy także w Mistrzostwach Świata Samochodów Sportowych.
Od 1969/1970 roku używano samochodu Porsche 917, który w kilku kolejnych sezonach walczył z Ferrari 512 Martini Racing. W latach 1970–1971 JWA odniósł wiele zwycięstw, jednak zabrakło zwycięstwa w 24-godzinnym wyścigu Le Mans.
W 1972 roku, po ponownej zmianie przepisów, powrócono do samochodu Mirage, używając silnika Cosworth DFV. W pierwszych trzech latach zespół borykał się z problemami wytrzymałościowymi. Jednak w 1975 roku odniesiono sukces zwyciężając w 24-godzinnym wyścigu Le Mans. Rok później Wyer wycofał się z wyścigów samochodowych.